# Kenneth Backgård
Tord Gösta Kenneth Backgård, född 2 november 1950 i Överluleå församling i Norrbottens län, är en svensk politiker. Han är partiledare för Norrbottens Sjukvårdsparti. 
Backgård var 2019–2022 regionstyrelsens ordförande i Region Norrbotten, efter att Norrbottens Sjukvårdsparti i valet 2018 fått 35 procent av rösterna. Backgård var även ersättare i förbundsstyrelsen för Sveriges Kommuner och Regioner.
I valet 2022 fick Norrbottens Sjukvårdsparti 8% av rösterna och endast 6 mandat.
Kennet Backgård har inget känt släktskap med den Backgård-släkt som tog sitt namn efter Hoveryds Backegård i Vrigstads socken.

## Bakgrund
Kenneth Backgård har varit aktiv i sjukvårdspolitiken sedan 1990-talet; Landstingsråd i opposition sedan 1994. Kommunalråd i Boden, 2002-2006 samt 2009. Inför riksdagsvalet 2006 var han partiledare det rikstäckande Sjukvårdspartiet – som han var med och grundade – men två dagar efter valet 2006 och den uteblivna valframgången aviserade Backgård sin avgång som ordförande för rikspartiet vid stämman 2008.

## Kritik
Backgård har fått kritik efter att ha köpt datorer till sig själv för 100 000 kr, sex mobiltelefoner under tre år och för att resa med flyg mellan Luleå och Umeå via Arlanda för skattebetalarnas pengar när han satt som styrelseledamot för Norrtåg som trafikerar sträckan Luleå–Umeå.